# استنلی اشمیت
 استنلی آلبرت اشمیت (انگلیسی: Stanley Albert Schmidt؛ زاده ۷ مارس ۱۹۴۴) یک فیزیک‌دان و نویسنده اهل ایالات متحده آمریکا است.